# Vought A-7 Corsair II
Il Ling-Temco-Vought A-7 Corsair II (corsaro in inglese) è un velivolo imbarcato di costruzione statunitense, successore del più contenuto e leggero Douglas A-4 Skyhawk.
In servizio dalla metà degli anni sessanta sulle portaerei della USN, fu adottato anche dall'USAF e dall'Air National Guard.
Basato sull'F-8 Crusader (costruito dalla Chance Vought), fu il primo velivolo da combattimento a dotarsi di HUD (Head-Up Display), INS (Inertial Navigation System) e ad essere propulso da un motore turboventola; ebbe un discreto successo anche nel mercato d'esportazione essendo stato richiesto dalle aeronautiche militari di Grecia, Portogallo e Thailandia.

## Sviluppo
Verso la fine degli anni cinquanta, l'USAF e la US Navy avevano opinioni differenti riguardo alle capacità ed alle caratteristiche degli aerei d'attacco al suolo.

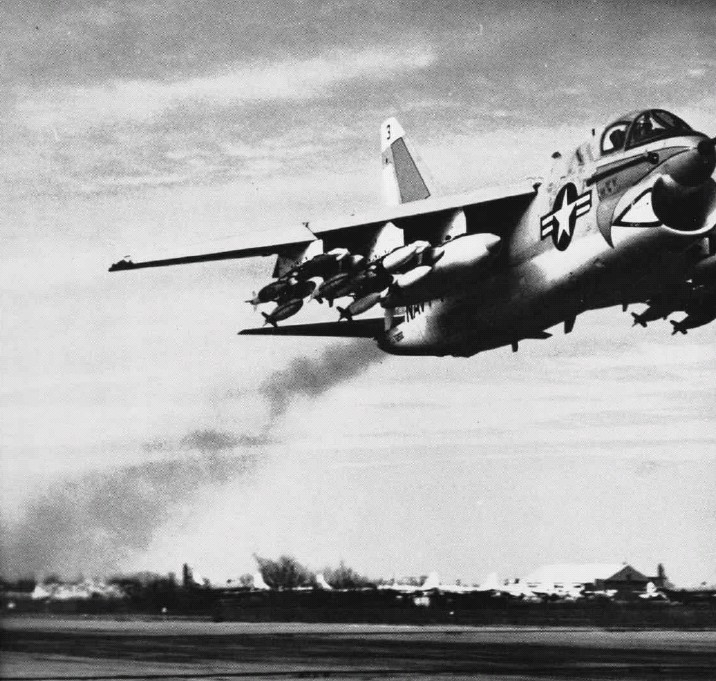
Uno dei prototipi di YA-7A in decollo, maggio 1966

 Mentre l'USAF dava grande importanza alle elevate prestazioni del velivolo, all'F-100 Super Sabre seguì il bisonico F-105 Thunderchief, la US Navy riteneva più importanti autonomia e capacità di carico: all'inizio degli anni 60, difatti, entrò in servizio il bombardiere imbarcato A-6 Intruder.
Proseguendo su questa linea, nel 1964, la US Navy emise il requisito VAL (heaVier-than-air, Attack, Light) per la costruzione di un nuovo bombardiere leggero per ovviare alla sostituzione del Douglas A-1 Skyraider e dell'A-4 Skyhawk.
Il nuovo aereo, avrebbe dovuto vantare un raggio d'azione di 1.100 km, una capacità di carico di 6.800 kg ed avere la possibilità di rifornirsi in volo.
Il propulsore, già deciso in precedenza, doveva essere il Pratt & Whitney TF30 ed infine, il progetto doveva derivare da un velivolo già in servizio per limitarne tempi e costi di sviluppo.
Le case produttrici interpellate, Douglas, Grumman, North American e la Ling-Temco-Vought proposero rispettivamente: una nuova versione dell'A-4 Skyhawk denominata A-4F, il G-12, un A-6 Intruder monoposto, una versione ingrandita dell'FJ-4B Fury, l'A-7 il quale si basava sull'F-8 Crusader all'epoca ampiamente utilizzato da US Navy e USMC.
L'11 febbraio 1964 venne scelto il progetto dell'A-7 diretto da John Russell Clark, già capo progetto del Crusader.
Il 19 marzo la US Navy ordinò un primo lotto di esemplari del nuovo velivolo, comprendente: tre prototipi YA-7A, tre aerei di preproduzione e 35 di serie.
L'anno successivo, l'aereo ricevette il nome ufficiale di Corsair II, in ricordo del Vought F4U Corsair utilizzato da US Navy e USMC durante la seconda guerra mondiale e la guerra di Corea.

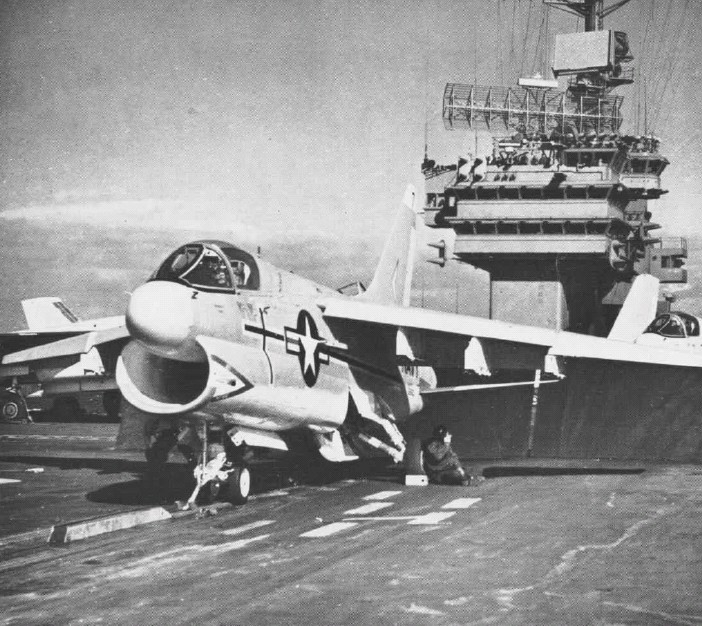
Un A-7A nel pieno dei test su portaerei.

Il primo YA-7A compì il primo volo il 27 settembre 1965 ai comandi di John Konrad ed entrò in servizio nella USN nell'ottobre 1966, quando i primi Corsair vennero consegnati al VA-174 "Hellrazors", il reparto di addestramento della US Navy per la costa atlantica, basato a Cecil Field in Florida. Il mese seguente, iniziarono i test a bordo della CV-66 USS America.
Il primo squadron su A-7 venne dichiarato operativo il 1º febbraio 1967 iniziando, a dicembre, le operazioni sul Vietnam.
L'USMC, al contrario, decise di sostituire i suoi Skyhawk non col Corsair II, bensì con l'Harrier, scelta dettata dalle sue capacità V/STOL (Vertical/Short Take Off and Landing) che ne permettevano l'impiego anche da navi d'assalto anfibio, come le classe Iwo Jima, e da piccole piste improvvisate su terraferma.
Durante la guerra del Vietnam l'USAF constatò che, nelle missioni CAS, possedere un velivolo supersonico incapace di sfruttare questa sua capacità costituiva un considerevole dispendio di denaro in termini manutentivi e, d'altro canto, sarebbe risultato ben più economico utilizzare un aereo dalle minori prestazioni velocistiche, con una suite avionica "ad hoc".
Ecco perché, il 5 novembre 1965, l'USAF ordinò una versione del Crusader con avionica aggiornata, sistema di rifornimento in volo compatibile con il "Boom" dei nuovi aerei cisterna ed un propulsore dalla spinta più regolare, anche se non estrema.
Prodotto nelle più varie e disparate versioni, l'A-7 Corsair II è stato prodotto in 1.569 unità.

## Tecnica
A prima vista l'A-7 poteva assomigliare molto al suo predecessore mostrando però una fusoliera di sezione maggiore, accorciata di circa 2,5 m e con una apertura alare di circa un metro superiore.

### Struttura
Il Corsair II si presentava come un monoposto ad ala alta con freccia di 35° ed estremità pieghevoli per ridurre l'ingombro sul ponte di volo delle portaerei; le semiali formavano con la fusoliera un angolo diedro negativo di 5°.
L'ala disponeva di slat su tutta la lunghezza del bordo d'attacco, il quale aveva, a sua volta, un dente in corrispondenza delle cerniere migliorandone la stabilità all'imbardata.

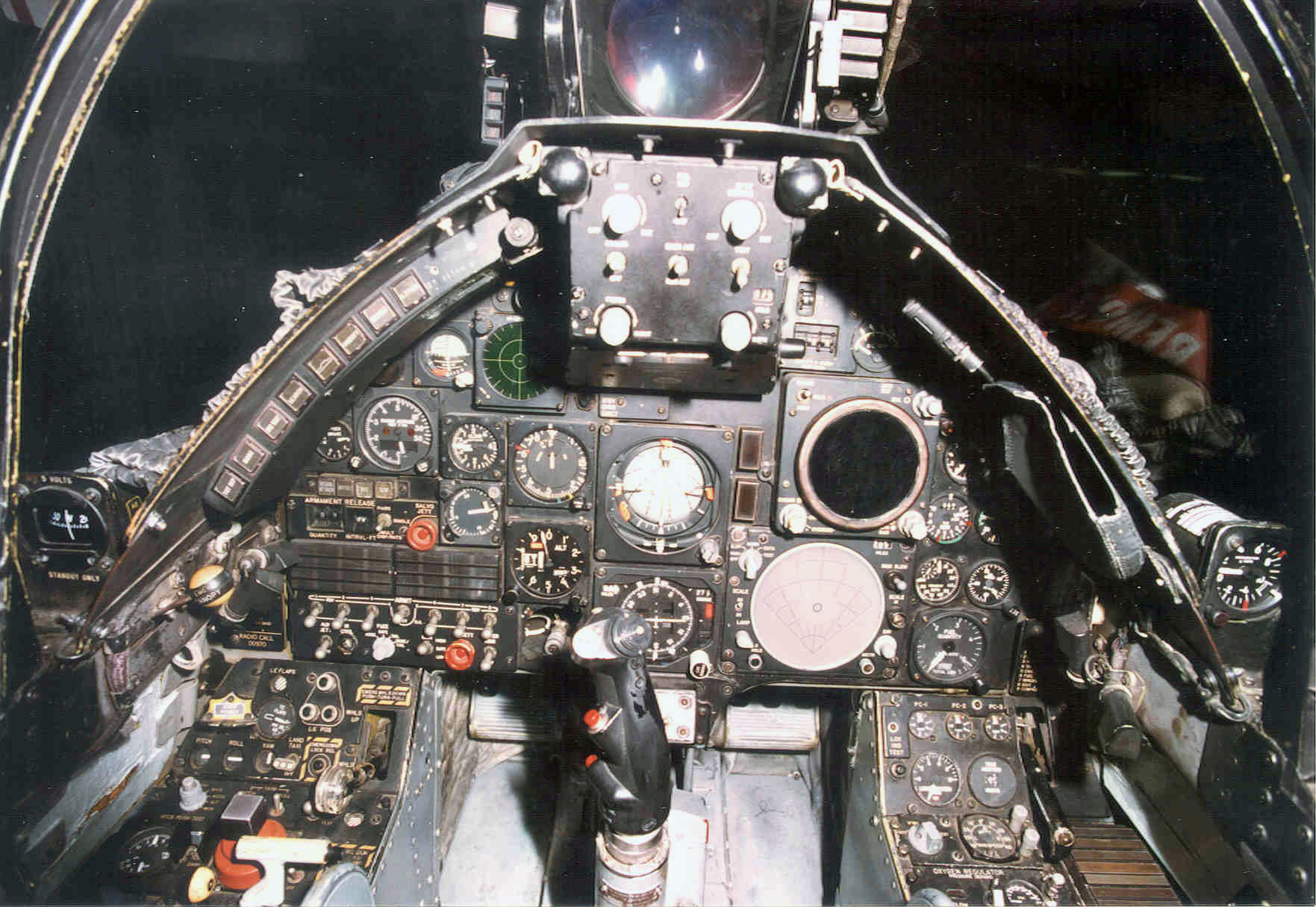
Cockpit di un A-7D Corsair II dell' USAF

Nella parte interna del bordo d'uscita, alloggiavano gli ipersostentatori e, su quella esterna, gli alettoni; i deflettori, infine, erano posizionati al centro del dorso alare.
Il carrello d'atterraggio, totalmente retrattile, contava un doppio ruotino anteriore con gancio per il decollo dalla catapulta e due bracci posteriori a ruotino singolo.
Il Corsair II era dotato, inoltre, di un aerofreno ventrale a "T" e gancio di coda per l'appontaggio; la cabina di pilotaggio, in posizione molto avanzata per migliorare la visibilità, ospitava un seggiolino eiettabile Douglas ESCAPAC 1G-4.
L'impianto propulsivo era costituito da un turboventola Pratt & Whitney TF30-P-6 da 5.150 kg di spinta, già adottato dall'F-111 Aardvark dell'USAF, il cui raffreddamento era garantito dall'ampia presa d'aria frontale, posta al di sotto del radome. Sfruttando la maggior efficienza dei turbofan rispetto ai turbojet, l'A-7 poteva vantare un'autonomia in volo maggiore a qualsiasi altro velivolo in forza alla US Navy.
La capacità dei serbatoi era di 5.655 litri, e sui piloni alari potevano prendere posto fino a quattro serbatoi esterni da 1.134 litri l'uno.
L'A-7 era anche in grado di rifornirsi in volo tramite, procedura valida solo per le prime versioni, una sonda retrattile sul lato destro della fusoliera.
Dal punto di vista logistico il Corsair II richiedeva solo 11,5 ore/uomo di manutenzione per ogni ora di volo, un vantaggio che permetteva di ridurre le attività manutentive ed aumentare la disponibilità operativa delle singole unità.

### Avionica
La suite avionica dell'A-7A comprendeva un radar AN/APQ-116 ed un radar doppler APN-153 integrati con l'avionica di navigazione INS e di gestione dell'armamento.
L'Inertial Navigation System comprendeva un computer dedicato AN/ASN-41, un radar altimetro AN/APN-141 ed un ricevitore TACAN AN/ARN-52 con antenne di ricezione alla base della deriva.
La nuova piattaforma inerziale richiedeva solo due minuti e mezzo per l'allineamento prima del decollo, al contrario degli interminabili tredici del F-4 Phantom II.
La gestione dell'armamento comprendeva un computer dedicato CP-741 che migliorò nettamente la precisione del carico bellico aria-superficie: l'approssimazione media era calcolata in un'area di circa 20 metri quadrati.
Come autodifesa il Corsair II disponeva d'un RWR (Radar Warning Receiver) e di un set di contromisure ECM (Electronic Counter Measures).

### Armamento
L'armamento tipico dell'A-7A era costituito da due cannoni Colt Mk12 da 20 mm, con caricatori da 250 colpi l'uno, ciascuno posto a lato della presa d'aria.
Disposti come i cannoni, tra la cabina di pilotaggio ed il bordo d'attacco alare, vi erano due rotaie per missili AIM-9 Sidewinder.
Data la capacità di carico di 227 kg, al Sidewinder poteva essere preferito un pod LAU-33A/A a due razzi (non guidati) Zuni da 127 mm.
Al di sotto d'ogni semiala vi erano alloggiati tre piloni, dei quali i più interni ed i ventrali vantavano una capacità di carico di 1.587 kg mentre quelli esterni di 1.134 kg.
Il Corsair II, oltre agli armamenti già elencati per la versione E ad inizio pagina, disponeva di:
- POD lanciarazzi:

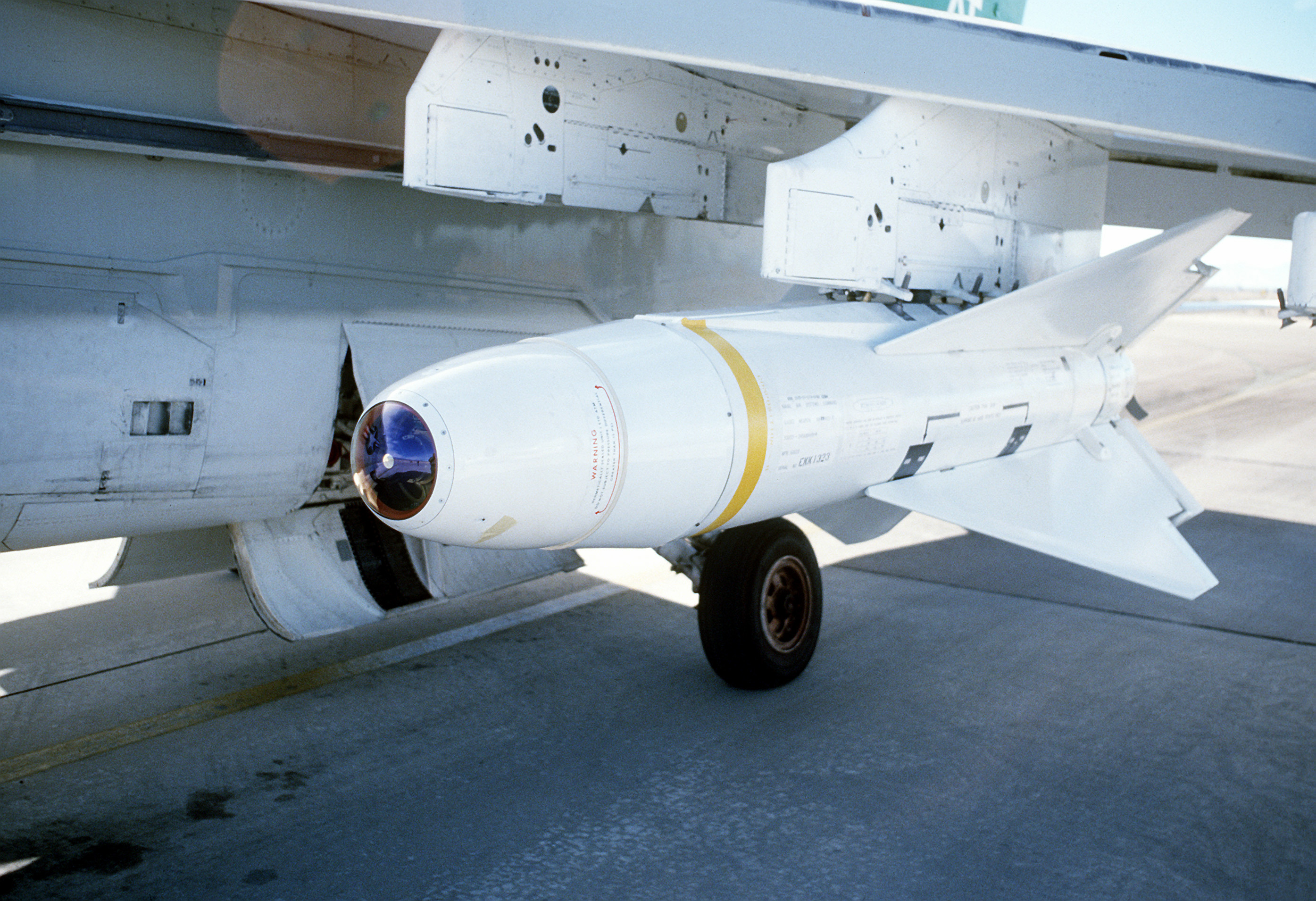
Un AGM-62 Walleye

LAU-32, per 7 razzi non guidati da 70 mm

LAU-3-3A per 19 razzi non guidati da 70 mm

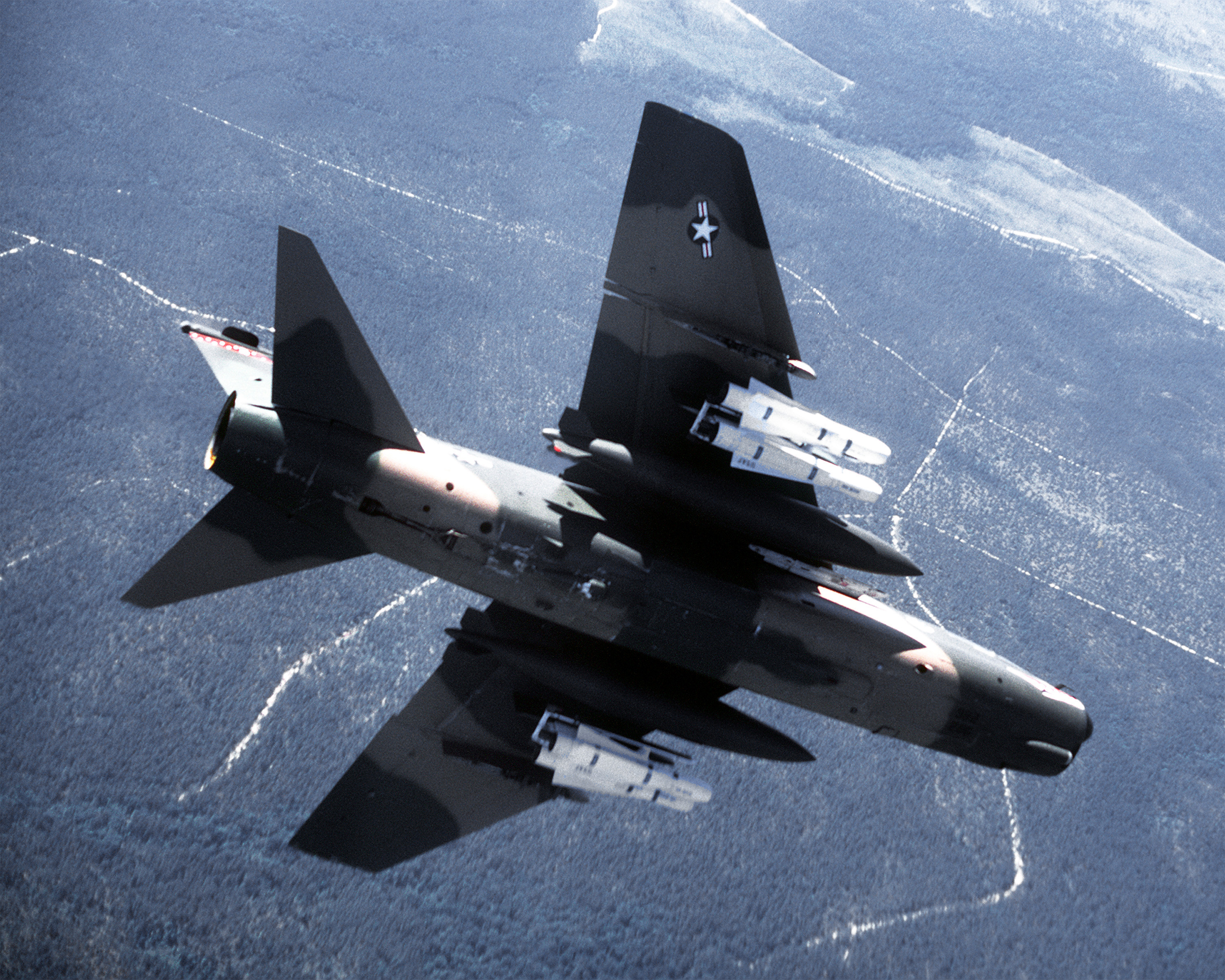
Un Corsair II in configurazione d'attacco al suolo: AGM-65 Maverick e serbatoi ausiliari.

- Bombe:

BLU-27 da 800 lb (Napalm)

GBU-10 Paveway da 2000 lb

GBU-12 Paveway da 500 lb

- Missili:

AGM-78A Standard (antiradar)
- Armamento nucleare:

B28 da 2100 lb

B43 da 2100 lb
B57 da 500 lb (utilizzabile come arma anti-nave)

B61 da 700 lb
A causa del limite di peso a cui i velivoli della US Navy devono rigidamente sottostare per poter generare sufficiente portanza subito dopo il lancio tramite CATOBAR (Catapult Assisted Take Off But Arrested Recovery), la Navy preferisce a volte far decollare i suoi aerei con il carico bellico massimo ed i serbatoi semi vuoti, sfruttando i kit aerocisterna del Greyhound una volta in volo.
Ciò permette al velivolo in missione la totale autonomia, operando con il carico adeguato di armamenti.

## Impiego operativo
L'A-7 entrò in servizio negli Squadron da attacco VA della US Navy. Il Corsair II risultò un aereo facile da pilotare, a parte dimostrare una scarsa stabilità, in caso di vento laterale, durante l'atterraggio.

### Guerra del Vietnam

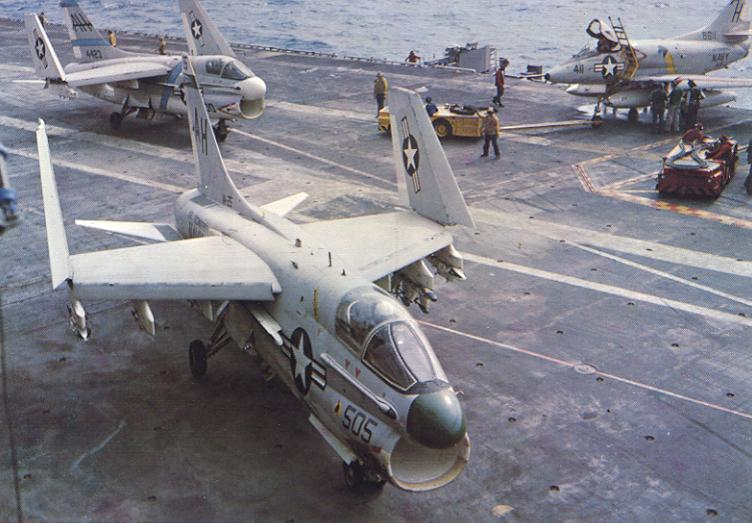
In primo piano un A-7B Corsair II del 25Sq.Fist of the Fleet, sulla sinistra un A-7B Corsair II dell'87Sq. Golden Warriors

#### U.S. Navy
I primi Corsair II che giunsero in Vietnam, furono gli A-7A del VA-147 “Argonauts” a bordo della CV-61 USS Ranger nel 1967. Le operazioni, iniziate il 4 dicembre, contarono ben 1.400 missioni eseguite solo dalle unità degli "Argonauts" e perdendo solo l'unità pilotata dall'LCDR James M. Hickerson, il 22 dicembre; il pilota, fatto prigioniero, fu rilasciato il 14 marzo 1973.
Nel gennaio 1968, la CV-61 USS Ranger fu inviata, con la sua linea volo Corsair II, al largo delle coste nord coreane, per amministrare la crisi causata dalla cattura della nave statunitense USS Pueblo (AGER-2).
Gli esemplari del A-7B arrivarono in Vietnam nel 1969 schierati sempre tra le file del VA-147 e che, dal 1971, operarono al fianco dei primi A-7E del VA-81 “Sunliners” e del VA-83 “Rampages”, appartenenti al Carrier Wing CVW-17 imbarcato sulla CV-59 USS Forrestal.
L'ultimo A-7 andato perduto durante la guerra del Vietnam fu quello del CDR T.R. Wilkinson del VA-147 della CV-64 USS Constellation, disperso durante un volo d'addestramento il 29 gennaio 1973.
Alla fine della guerra l'US Navy censì la perdita di 92 Corsair II, di cui 15 abbattuti da missili contraerei, dal 1967 al 1973.

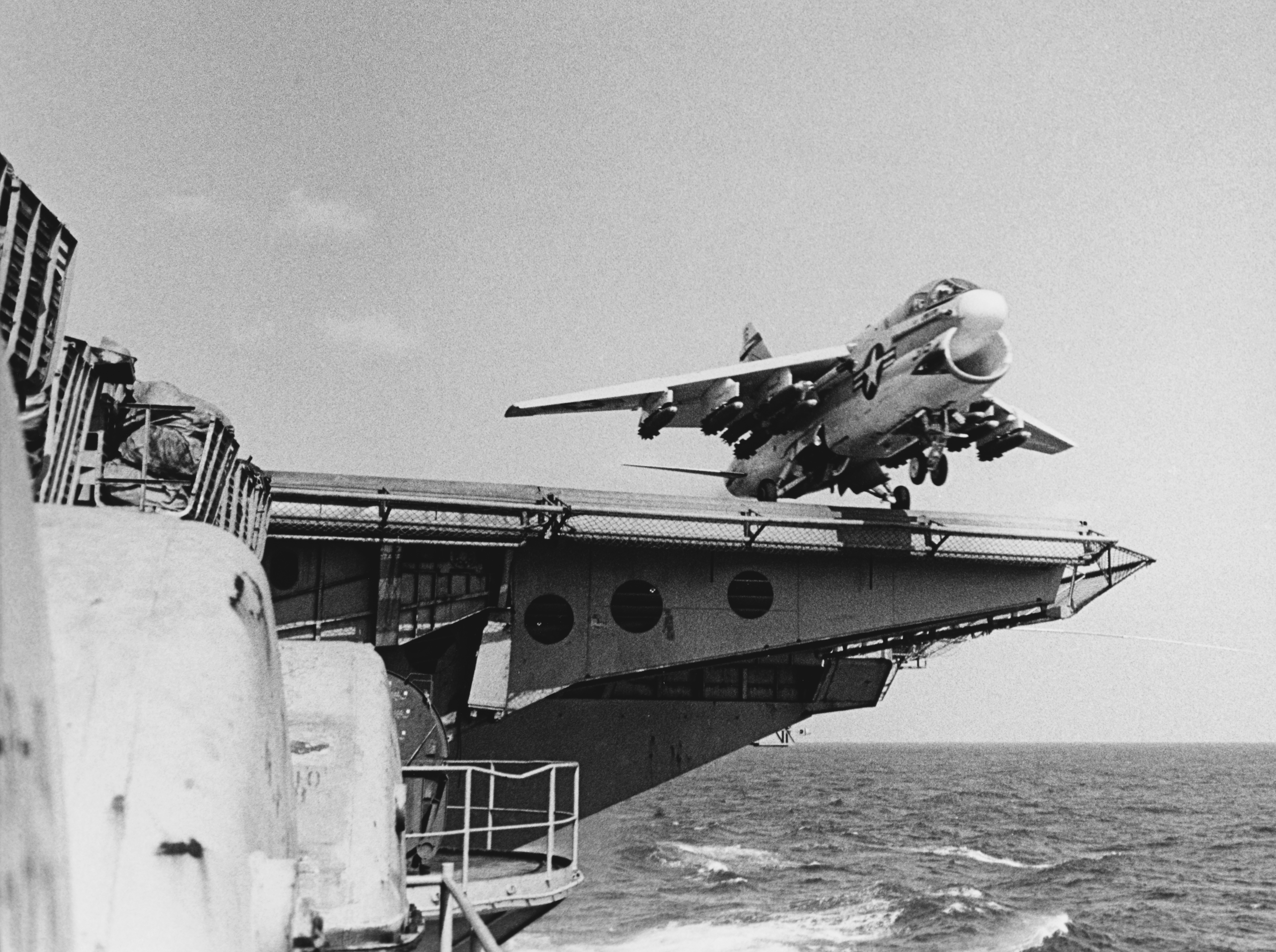
A-7A Corsair decolla dalla catapulta della USS Ranger (CVA-61) durante le operazioni nel golfo del Tonkino, gennaio 1968

| Portaerei               | A-7 persi |
| ----------------------- | --------- |
| CV-14 USS Ticonderoga   | 3         |
| CV-34 USS Oriskany      | 8         |
| CV-41 USS Midway        | 2         |
| CV-43 USS Coral Sea     | 13        |
| CV-60 USS Saratoga      | 8         |
| CV-61 USS Ranger        | 11        |
| CV-63 USS Kitty Hawk    | 13        |
| CV-64 USS Constellation | 15        |
| CVN-65 USS Enterprise   | 3         |
| CV-66 USS America       | 16        |

#### USAF
L'aeronautica statunitense inviò nel Sud-Est asiatico gli A-7D del 354th e 388th TFW (Tactical Fighter Wing) i quali iniziarono le operazioni il 16 ottobre 1972 dalla base aerea thailandese di Korat.
Gli A-7D vennero ampiamente impiegati per missioni di appoggio tattico ed anche di strike, nel raggio di 800 km da Korat, usufruendo delle aerocisterne Boeing KC-135 Stratotanker.
L'USAF impiegò i Corsair II anche per le missioni “Sandy”, cioè d'appoggio agli elicotteri in missioni CSAR (Combat Search And Rescue) impegnati nel recupero di piloti abbattuti in territorio nemico.
La velocità del Corsair II, molto superiore a quella del predecessore Douglas A-1 Skyraider ed a volte eccessiva, creava non pochi problemi durante le cooperazioni con velivoli ad ala rotante, ma l'autonomia e la robustezza si rivelarono spesso decisive per la riuscita della missione.
Prova di queste capacità si ebbe, ad esempio, il 18 novembre 1972, quando una coppia di Corsair II al comando del Maj. Colin A. Clarke, partecipò ad una missione CSAR volta a ricercare l'equipaggio di un F-105 Thunderchief Wild Weasel. Nonostante le nove ore di volo e l'aver incassato diversi proiettili da 13 mm, gli A-7D riuscirono a rientrare alla base.
I Corsair II D in forza all'USAF, compirono 12.928 missioni perdendo solo sei velivoli.
| Data             | Squadron  | Pilota                                               | Causa                               |  |
| ---------------- | --------- | ---------------------------------------------------- | ----------------------------------- |  |
| 2 dicembre 1972  | 353rd TFS | Capt. Anthony C. Shine, deceduto                     | -                                   |  |
| 24 dicembre 1972 | 353rd TFS | Capt. Riess, catturato e rilasciato il 28 marzo 1973 | Collisione con aereo O-1 Bird Dog   |  |
| 11 gennaio 1973  | 355th TFS | Recuperato                                           | Guasto al motore                    |  |
| 17 febbraio 1973 | 354th TFS | Maj. Gallagher, recuperato                           | Abbattuto da artiglieria contraerea |  |
| 4 maggio 1973    | 3rd TFS   | 1Lt. T.L. Dickens, recuperato                        | Abbattuto da artiglieria contraerea |  |
| 25 maggio 1973   | 354th TFS | Capt. Jeremiah Costello, deceduto                    | Abbattuto da artiglieria contraerea |  |

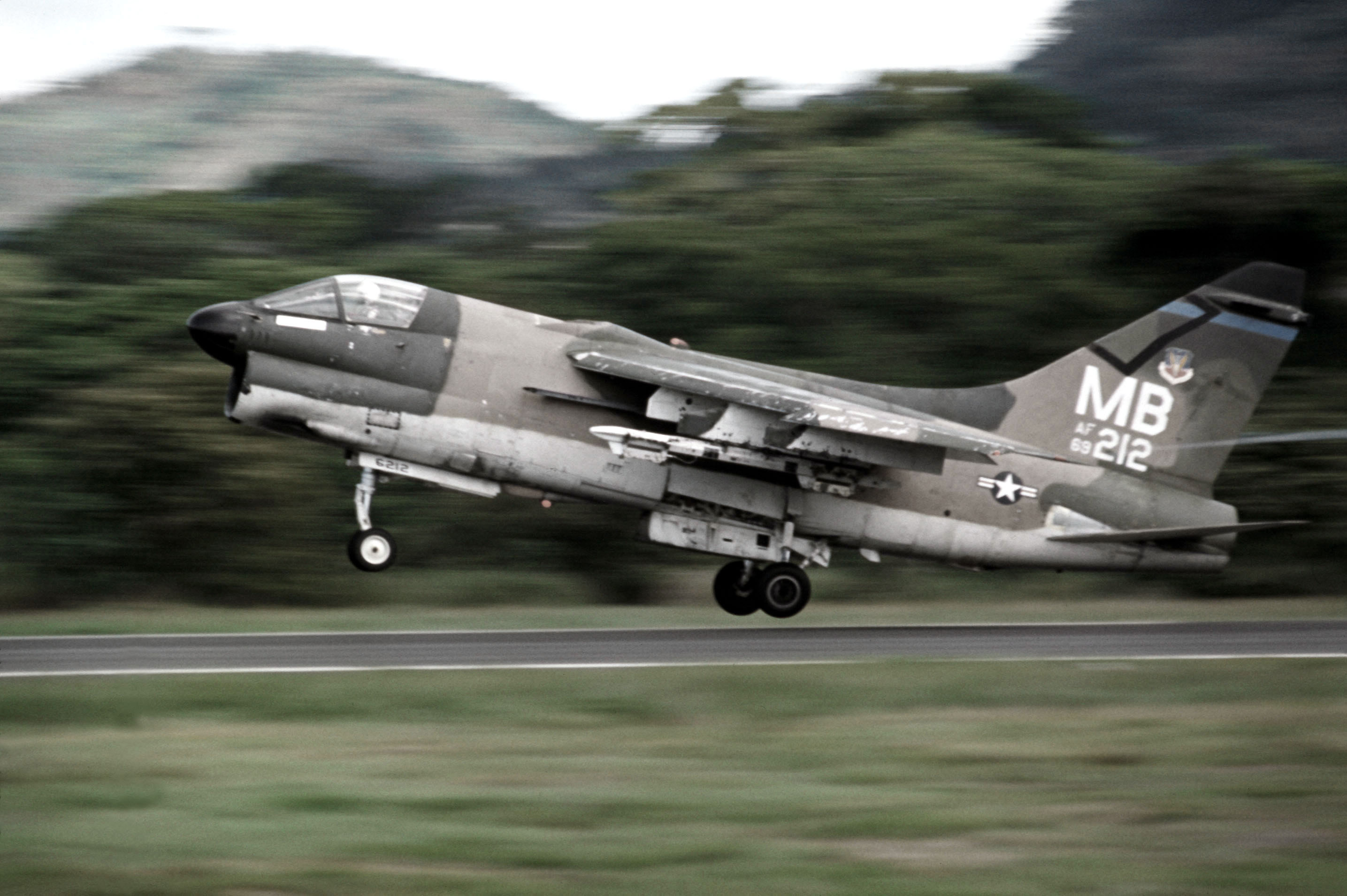
A-7D dell'USAF, in decollo dalla Howard Air Force Base

Gli A-7D di Korat, terminarono le operazioni sul Vietnam nel gennaio 1973, su Laos e Cambogia il 22 febbraio ed il 15 agosto successivi. Il 14 e 15 maggio 1975 eseguirono alcune missioni di appoggio tattico, affondando una motovedetta cambogiana, durante l'operazione di recupero dell'equipaggio della SS Mayaguez catturata da questi ultimi.

### Urgent Fury
Gli A-7E degli Squadron VA-15 “Valions” e VA-87 “Golden Warriors”, imbarcati sulla CV-62 USS Independence, eseguirono missioni CAS durante l'Operazione Urgent Fury a Grenada nell'Ottobre 1983.

### Multinational Force (MNF)
I Corsair II della US Navy parteciparono alla missione Multinational Force in Libano nel 1983. Un A-7 ed un A-6 Intruder vennero abbattuti da missili contraerei siriani il 4 dicembre.

### El dorado Canyon
Il 24 marzo 1986, durante la Crisi del Golfo della Sirte tra Libia e Stati Uniti, la contraerea libica lanciò alcuni missili SA-5 contro una coppia di F-14 Tomcat del VF-102 impegnati in una missione di pattugliamento aereo a protezione della USS America; il giorno seguente un A-7E scortò i caccia lungo la costa lanciando, per la prima volta in missione, un AGM-88 distruggendo il radar di puntamento dei SA-5 Gammon libici.
Nel mese di aprile gli Squadron VA-46 “Clansmen” e VA-72 “Bluehawks”, imbarcati sulla CV-66 USS America, parteciparono all'Operazione El Dorado Canyon.
AGM-45 Shrike ed AGM-88 furono lanciati contro obiettivi costieri sensibili.

### Earnest Will/Praying Mantis
Durante la guerra tra Iran ed Iraq negli anni ottanta, i frequenti attacchi, di entrambe le parti, alle navi in transito nel Golfo Persico costrinsero il governo kuwaitiano a chiedere aiuto agli Stati Uniti per proteggere il traffico mercantile e petrolifero.
Con l'Operazione Earnest Will, a US Navy iniziò, il 22 luglio 1987, la scorta a convogli di petroliere e ad altre navi da carico con l'appoggio di ulteriori unità delle marine militari di paesi NATO.
Il 14 aprile 1988 durante una missione di scorta, la fregata FFG-58 USS Samuel B. Roberts avvistò tre mine urtandone una quarta e riportando gravi danni tra cui una falla di circa sei metri e dieci feriti tra l'equipaggio; la nave riuscì comunque a rientrare in porto.
Dopo l'incidente gli A-7E degli squadron VA-22 “Fighting redcocks” e VA-94 “Mighty shrikes”, scortati dagli A-6E Intruder del VA-95, affondarono la fregata iraniana Sahand, nell'operazione denominata Praying Mantis

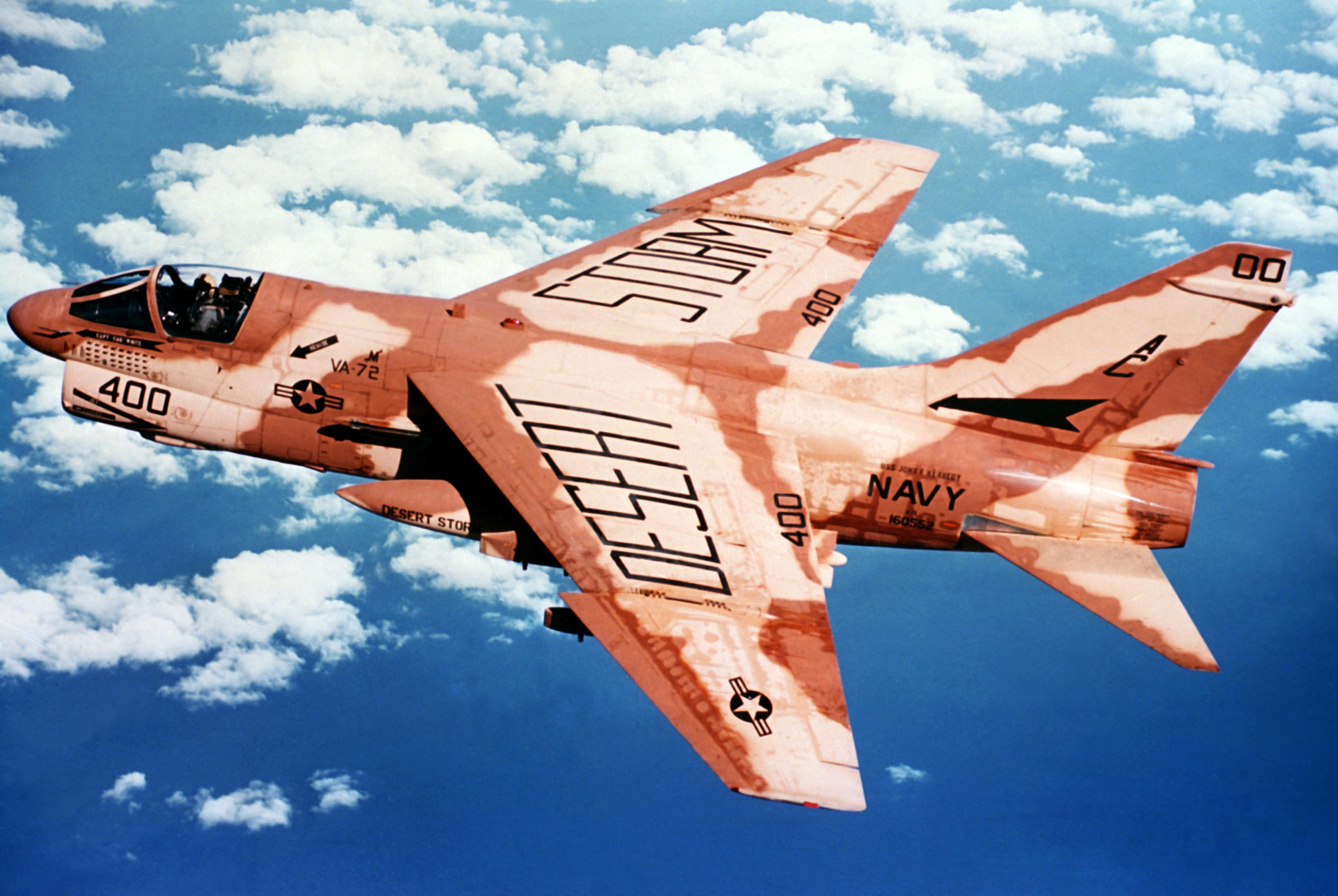
A-7 appartenente al VA-72 Blue Hawks impiegato durante l'Operazione Desert Storm, 1990.

### Just Cause
Il 180th Tactical Fighter Group, su Corsair II, della Ohio Air National Guard partecipò, nel dicembre 1989, all'operazione Just Cause, volta a destituire il dittatore panamense Manuel Noriega.

### Desert Shield/Storm
Nell'agosto 1990, giunsero nel Mar Rosso tre portaerei statunitensi tra cui la CV-67 USS John F. Kennedy con a bordo gli A-7E degli Squadron VA-46 e VA-72.
I Corsair II dei due Squadron vennero impiegati in missioni di interdizione diurne e notturne nei cieli di Iraq e Kuwait, impiegando Paveway e missili HARM.
Debuttò, inoltre, il rifornimento in volo eseguito tramite il buddy-buddy system in cui un velivolo rifornitore, non designato come aerocisterna, tramite specifici pod e serbatoi esterni risulta essere in grado di rifornire un secondo velivolo.

## Versioni[3][4]

### A-7A
La versione A del Corsair II, fu la prima di serie ed a ricevere la qualifica combat ready.
Era propulsa da un motore TF30-P-6 da 5.150 kg di spinta che spingeva l'aeromobile fino ad una velocità massima s.l.m. di 1.120 km/h.
I primi esemplari furono consegnati al VA-174 “Hellrazors” nell'ottobre 1966 ed il mese seguente iniziarono i collaudi a bordo della CV-66 USS America.
Il primo Squadron su A-7A dichiarato operativo, fu il VA-147 “Argonauts” il 1º febbraio 1967.
La suite avionica di cui era equipaggiato consisteva in:
- AN/APN-153
- AN/APQ-115 TFR (Terrain Following Radar)
- AN/APQ-99

Di questa versione furono prodotte 199 unità

### A-7B
Versione successiva dell'A-7, era motorizzata da un TF30-P-8 con il quale esprimeva una velocità di punta di 1.100 km/h al livello del mare.
L'A-7B, oltre a tutti i carichi previsti per l'A-7A, poteva impiegare il pod Mk.4 HiPEG (High Performance External Gun), contenente un cannone da 20 mm a due canne munito di 750 colpi.
Il primo volo di un Corsair II B avvenne il 6 febbraio 1968 ed i primi reparti ad impiegare il velivolo furono il VA-22 "Fighting Redcocks" ed il VA-94 "Mighty Shrikes", con il VA-147 “Argonauts” che lo impiegò per primo in Vietnam nel 1969.
Ancora in servizio nel 1971, vennero aggiornati modificando parti del propulsore che fu ridesignato col nome di TF30-P-408.
Vennero prodotti, fino al 7 maggio 1969, 196 esemplari.

### A-7C/TA-7C
Prodotta in 67 unità, la versione C era dotata del turboventola TF30-P-408 e di importanti upgrade avionici: 

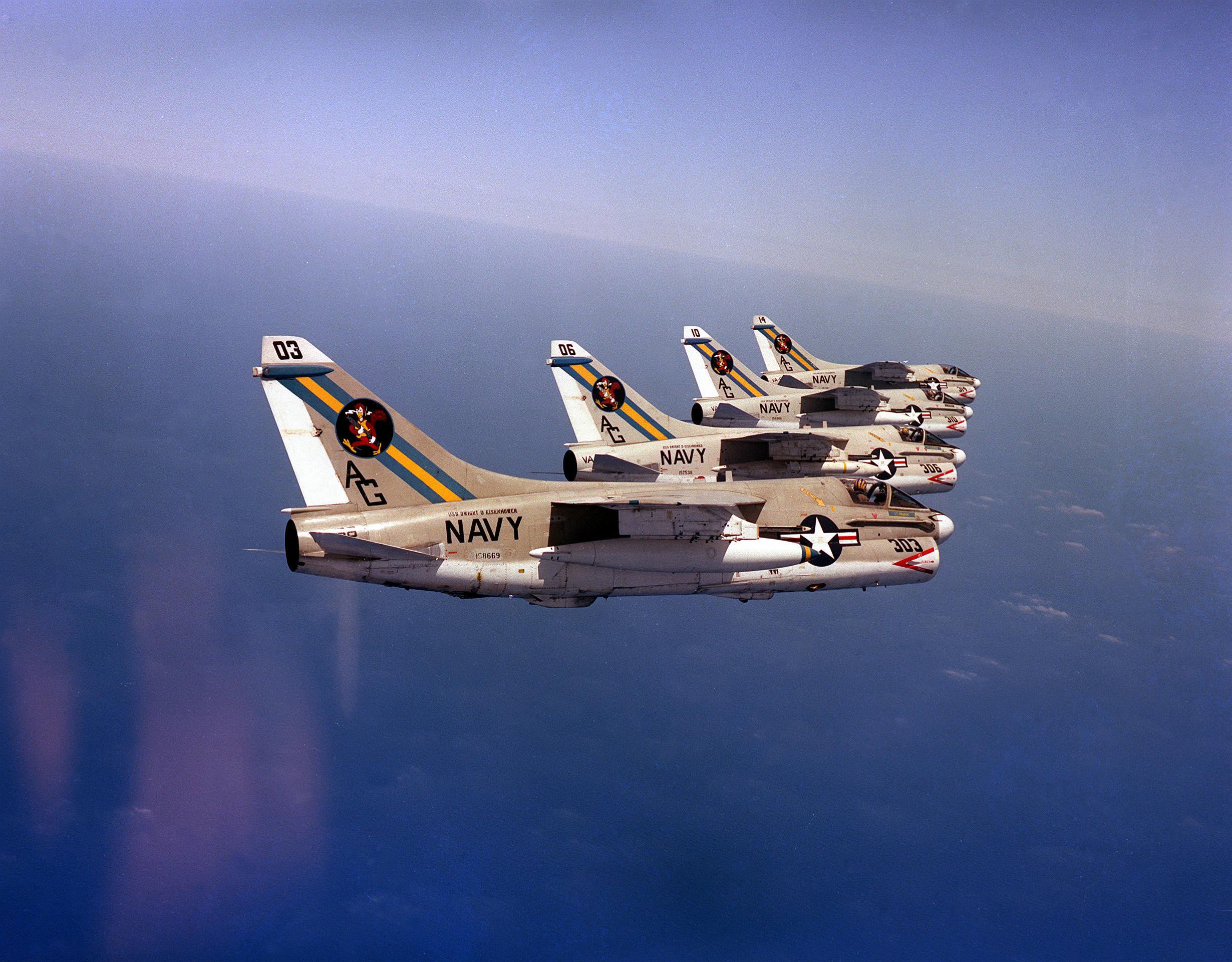
Una formazione di A-7E del VA-66 "Waldos" in volo sul Mediterraneo, 1983

- Computer per navigazione e gestione dell'armamento AN/ASN-91
- Radar AN/AVQ-126 con capacità TFR e di Ground Mapping
- Navigatore inerziale AN/ASN-90
- AN/APN-190
- Radar altimetro AN/APN-141
- Ricevitore d'allarme AN/APQ-126
- Elaboratore dati CP-953/AJQ
- Map display AN/ASN-99
- TACAN AN/ARN-84
- Radio UHF AN/ARC-159
- Data link AN/ASW-25
- ADF AN/ARA-50
- Radar beacon AN/APN-154
- IFF AN/APX-72
- ECM passivi ALR 45-50
- ECM attivi ALQ-126

Inoltre, in questa versione, vi fu la prima applicazione pratica dell'HUD (Head-Up Display) AN/AVQ-7.
Alcuni esemplari delle versioni B e C del Corsair II, 24 A-7B e 36 A-7C, furono convertiti dall'US Navy in biposto da addestramento su portaerei.
Identificati dalla lettera T nel primo prefisso, lo caratterizzava una fusoliera più lunga, la configurazione biposto in tandem e la presenza d'un parafreno.
Il primo volo, avvenne il 17 dicembre 1976 e nel 1984, 49 TA-7C furono aggiornati allo standard A-7E con nuova motorizzazione Pratt & Withney TF41-A-2. Successivamente, anche 20 A-7E vennero convertiti in TA-7C biposto.

### A-7D
Versione concepita esclusivamente per l'USAF, montava un motore Pratt & Withney TF41-A-1, prodotto su licenza della Rolls-Royce, e possedeva una blindatura maggiore in prossimità di motore ed abitacolo.
L'avionica era la stessa dell'A-7C mentre la capacità di trasporto combustibile era diminuita a causa dell'utilizzo di serbatoi autosigillanti.
Dopo la produzione dei primi 26 esemplari, sui successivi Corsair II D venne applicato un reticolo dorsale per poter rifornire l'aeromobile con il sistema ad asta rigida (Boom) usato dagli aerei cisterna KC-135 dell'USAF.

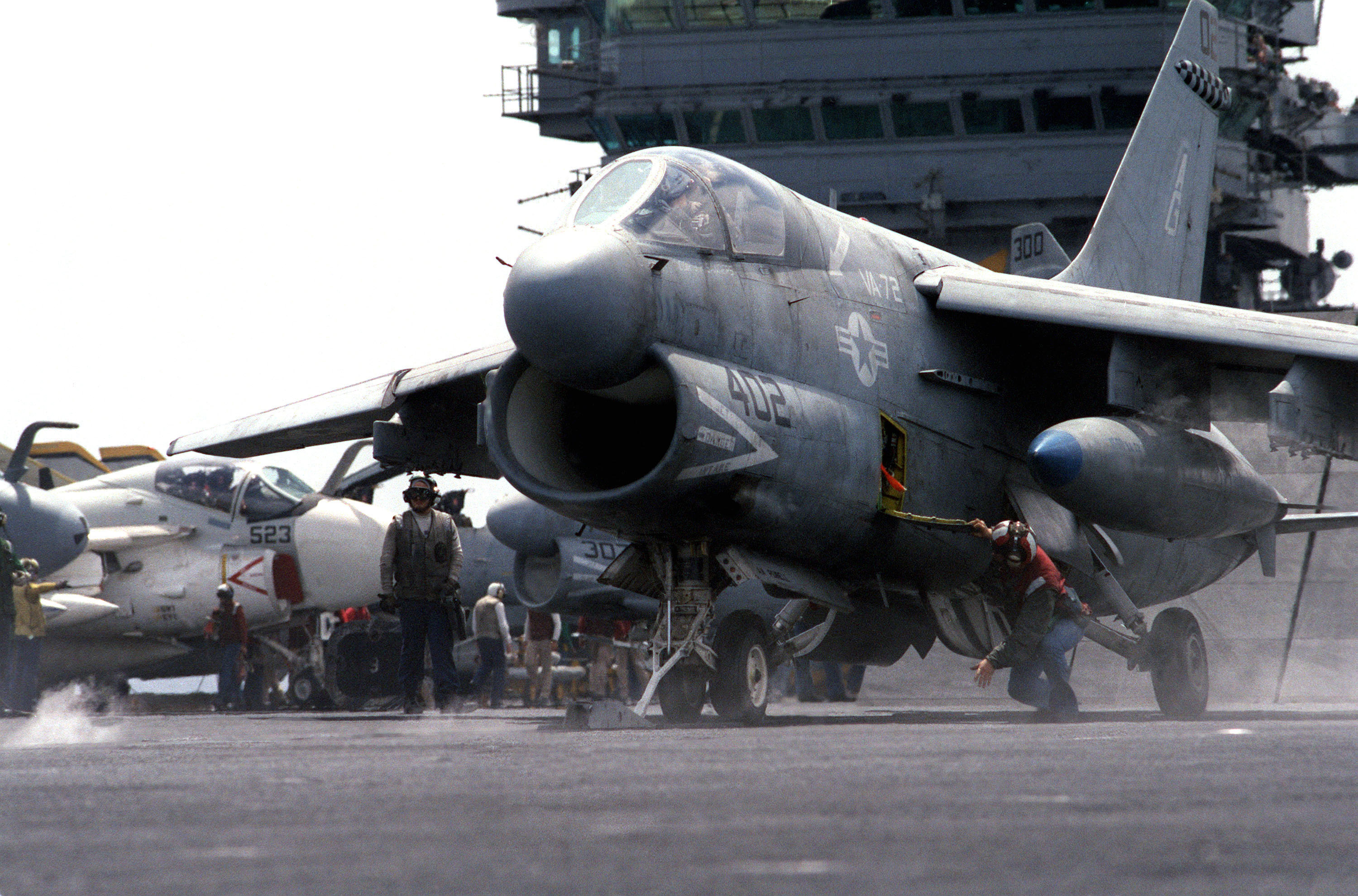
Un Corsair II impiegato dal VA-72, sul flightdeck della portaerei Dwight D. Eisenhower

I cannoni Colt Mk12 da 20 mm erano sostituiti da un M61 Vulcan da 20 mm a sei canne rotanti da 6.000 colpi al minuto, posizionato sul lato sinistro della presa d'aria e caricatore da 1030 colpi.
Il restante armamento era pressoché identico a quello delle versioni precedenti, ma con la possibilità di impiegare altri due pod per cannone: l'SUU-23A/A contenente un Vulcan con 1.200 colpi, ed il GPU-5/A contenente un cannone da 30 mm GAU-13U a quattro canne rotanti da 2.400 colpi al minuto e 350 colpi nel caricatore.
Il prototipo, denominato YA-7D, compì il primo volo il 6 aprile 1968, mentre il primo Corsair II equipaggiato con turboventola TF41, volò il 26 settembre 1968; le consegne iniziarono nel settembre 1969 al 54th TFW sulla base di Luke in Arizona.
Prodotti in 454 esemplari fino al 1976, gli A-7D vennero aggiornati, l'anno successivo, con un illuminatore Pave Penny, permettendogli di impiegare bombe a guida laser, posto al di sotto della presa d'aria.

### A-7E
Ultima versione di serie prodotta per l'US Navy, era equipaggiata dal sedile eiettabile Stencil SJU-8/A e dalla più recente evoluzione del TF-41 la A-2.
L'armamento era lo stesso dell'A-7D con in più, la possibilità di impiegare i missili Harpoon antinave e gli AGM-88 HARM antiradar.
Il primo volo del prototipo è datato 25 novembre 1968 mentre il primo aggiornamento, con pod FLIR AN/AAR-4S, fu richiesto nel 1977.
Nel 1986, 231 A-7E furono resi compatibili al pod elettro-ottico LANA (Low Altitude Night Attack), il quale conferiva al Corsair II capacità di attacco notturno a bassa quota. Della versione E, furono realizzate 529 unità dal 1968 al 1981.

### YA-7F

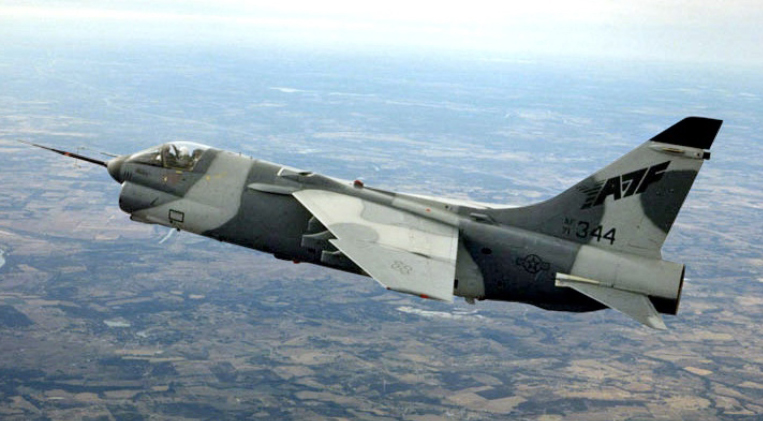
Un YA-7F

L'A-7, in versione F, si caratterizzava per la presenza di un "insolito" Pratt & Withney F-100-PW-220 e dalla lunghezza della fusoliera, superiore di 1,22 m, il che lo rendeva particolarmente simile al predecessore Crusader.
La suite avionica installata, era la stessa dell'A-7D in aggiunta alla quale vi erano due apperecchiature ECM ALQ-165/184, affogate posteriormente alla fusoliera.
Per il suo sviluppo vennero impiegati due A-7D e rinominati YA-7F. Il primo dei due prototipi volò il 29 novembre 1989 superando la barriera del suono durante il secondo test di volo.
Tuttavia, nel dicembre del 1990, il progetto venne cancellato.

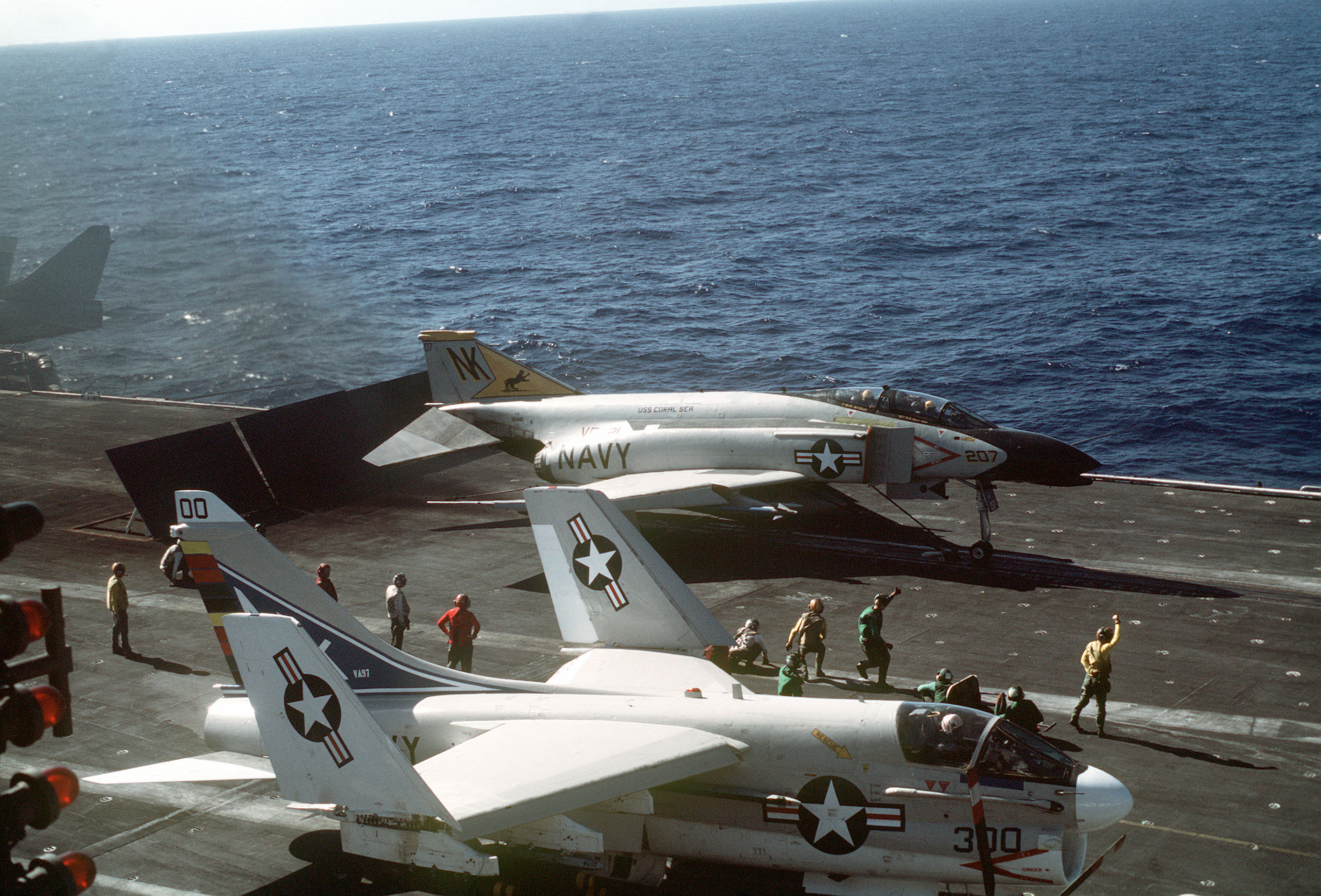
A-7E Corsair II del VA-97 "Warhawks" ready to flight; USS Coral Sea (CV-43).

### A-7G
Proposta all'Aeronautica Elvetica nel 1971 in sostituzione dei Venom nelle missioni CAS, non venne prodotta poiché battuta da una versione rimodernata dell'Hawker Hunter durante la gara d'appalto.
Le principali differenze rispetto ai Corsair II statunitensi sarebbero state l'adozione di un Allison/Rolls-Royce TF41-A-3 e di una suite avionica realizzata interamente in Svizzera.
Inoltre, il cannone Vulcan avrebbe lasciato posto a due Madsen da 23 mm.

### A-7H/TA-7H
L'A-7H, costituiva la versione d'esportazione per la Grecia (Elliniki Polemikí Aeroporía). Molto simile alla versione E del Corsair II, a differenza di essa non disponeva di capacità per il rifornimento in volo.
Il 6 maggio 1975 fu il giorno del suo primo volo, mentre le consegne iniziarono l'agosto seguente.
Ad essa, tuttavia, si aggiunse una seconda variante denominata TA-7H volta a fornire, sempre all'Hellenic Air Force, un velivolo d'addestramento biposto per la conversione e la valutazione dei nuovi equipaggi.
Complessivamente, 60 furono gli esemplari prodotti dell'A-7H e solo 5 quelli con specifica di "Trainer"

### A-7K
Questa versione biposto, derivava dall'A-7D ed era designata per prestare servizio nell'Air National Guard.
Simile al TA-7C, non possedeva però sonda per il rifornimento bensì il reticolo per ospitare il "Boom" dei tanker della Boeing; aveva, inoltre, i nuovi seggiolini eiettabili ESCAPAC 1C-2 prodotti dalla Douglas.
La suite avionica ed il carico bellico trasportabile erano quelli già impiegati nella versione D, comprendenti il Pave Penny ed i pod FLIR AN/AAR-4S e LANA.
L'USAF, ordinò, nel 1979, un YA-7K di preserie e 12 A-7K; seguirono altri 18 velivoli tra il 1980 ed il 1981.

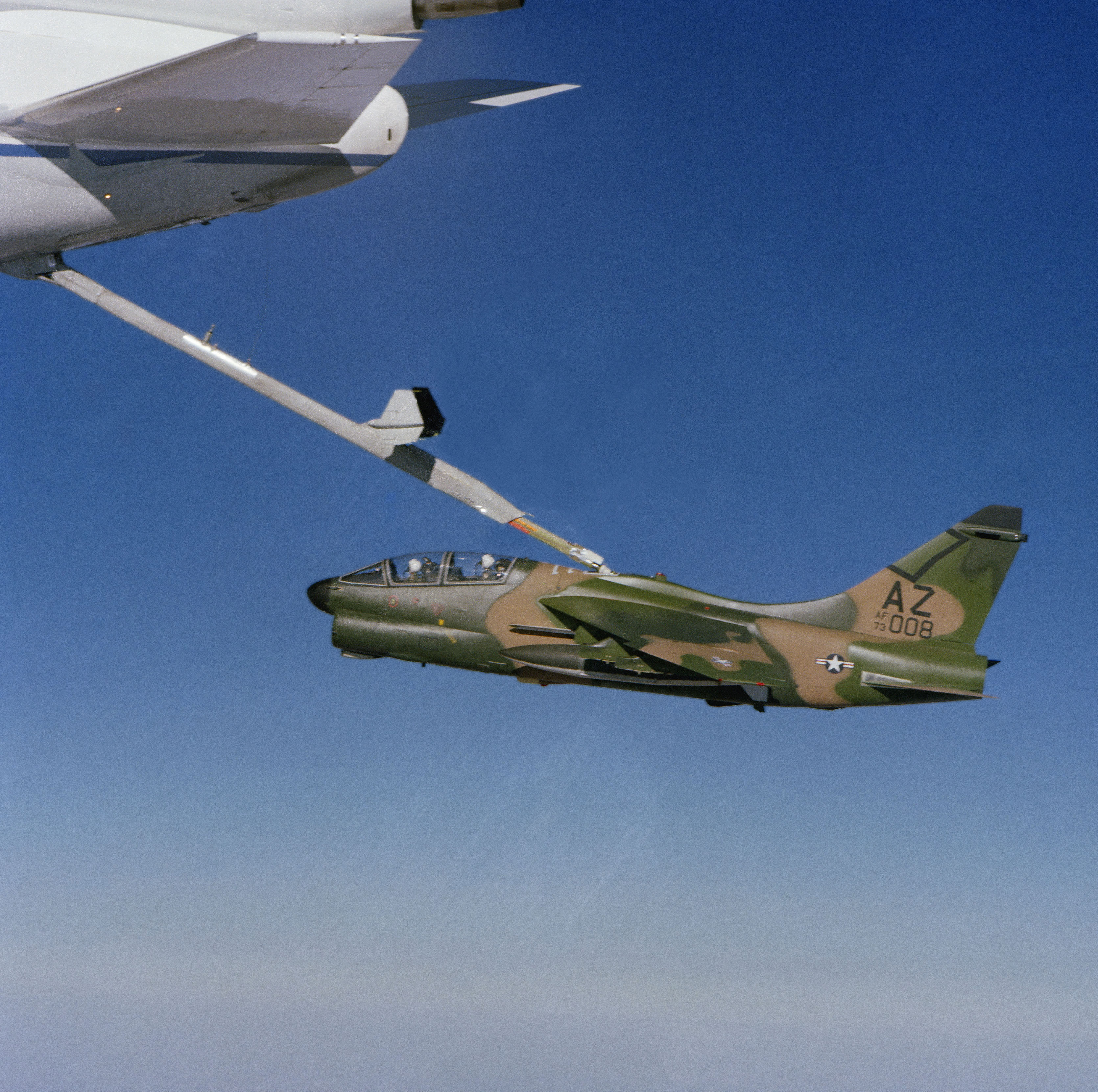
Rifornimento in volo tramite asta rigida ("Boom")

### EA-7L
Impiegati dal VAQ-34 "Little John/Aggressors" sulla base di Leemore in California, gli EA-7L furono prodotti in sole otto unità derivate, tra l'altro, da TA-7C in grado di impiegare un pod EW AN/ALQ-167 METE (Multiple Environment Threat Emitter) utilizzato nella simulazione di varie tipologie di missili o velivoli in uso tra le aeronautiche dei paesi aderenti al patto di Varsavia.
I Corsair II, di questa versione, potevano anche impiegare pod ECM del tipo AN/ALQ-70, AST-4, AST-7 ed erano chiaramente riconoscibili dalla stella rossa sulla deriva, simulando l'appartenenza all'aeronautica militare dell'URSS.

### YA-7E/YA-7H
Versione biposto dell'A-7E per l'US Navy.
Il prototipo era indicato, inizialmente, come YA-7H ed in seguito come YA-7E; vennero convertiti e successivamente risiglati TA-7C 20 A-7E, per evitare confusione con i velivoli destinati alla Grecia.

### A-7P/TA-7P
L'Força Aérea Portuguesa espresse particolare interesse all'acquisizione di un ristretto numero di Corsair II, i quali successivamente furono consegnati fra il maggio 1981 e quello del 1986.Sostanzialmente i 20 A-7P ordinati erano velivoli che prestarono già servizio nell'US Navy e che furono portati allo standard E utilizzando i più recenti Pratt & Whitney TF30-P-408.
Alla versione P, si aggiunse la TA-7P che, composta da 6 TA-7C ex-US Navy aggiornati anch'essi alla versione E, dotarono l'aeronautica portoghese di un velivolo biposto da addestramento privo, però, di cannone.

## Ritiro dal servizio

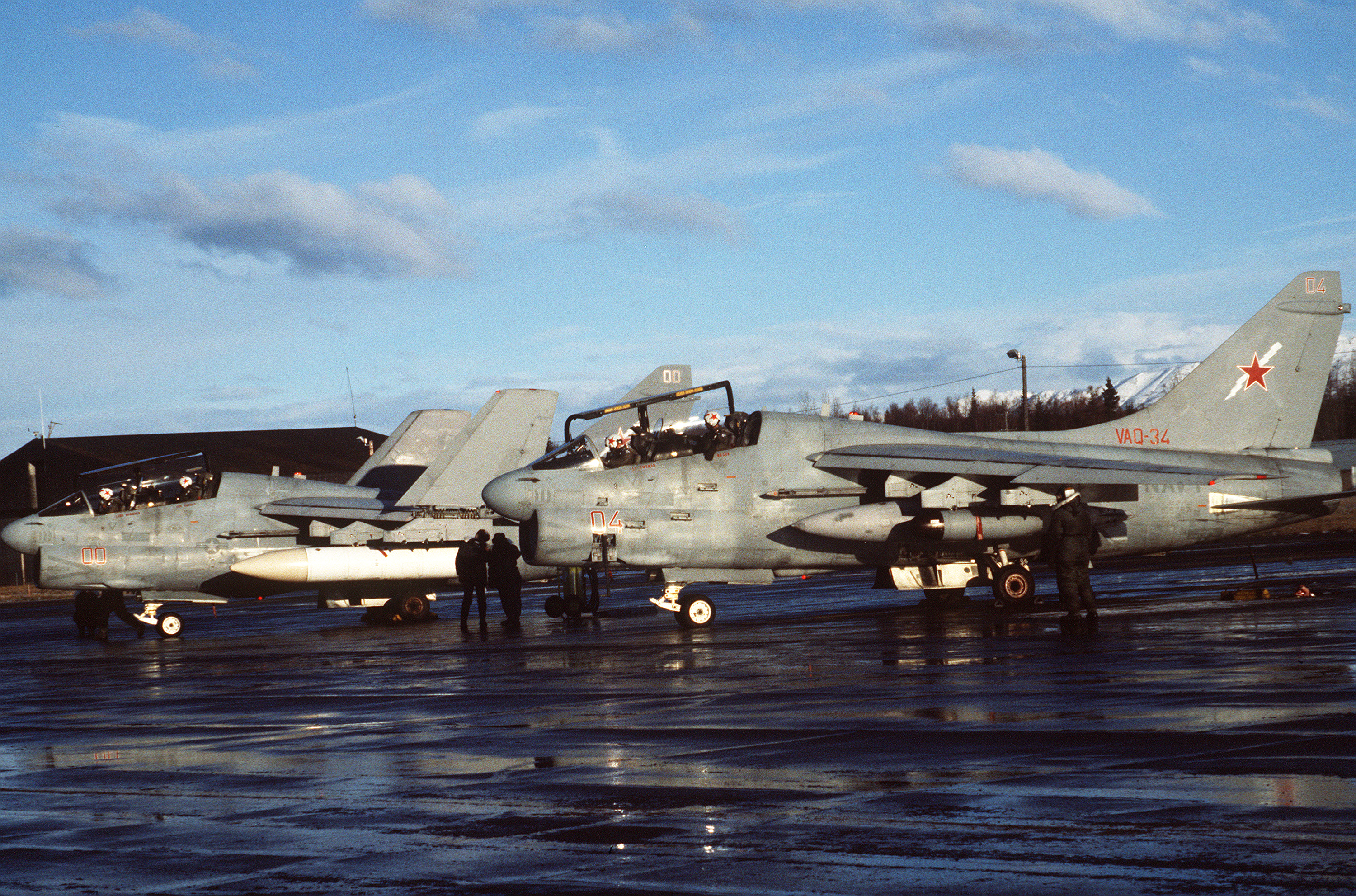
Gli EA-7L del VAQ-34 nel 1987. La stella rossa sulla deriva, indica il ruolo di "Aggressor" svolto dal velivolo nelle esercitazioni.

Nel 1974, con l'avvento dei caccia di quarta generazione, incominciò il lento declino dei Corsair II col trasferimento degli A-7D dai reparti operativi del Tactical Air Command, a quelli dell'Air National Guard; successivamente, vennero consegnati direttamente all'ANG anche i nuovi biposto A-7K.
I Corsair II dell'USAF vennero gradualmente sostituiti dagli F-16 Fighting Falcon, velivoli maggiormente complessi e costosi ma ben più versatili. Nel condurre missioni di Close Air Support ed anticarro, l'USAF sostituì gli A-7 con gli A-10 Thunderbolt II a partire dal 1981, anno questo, a cui risale anche l'ultimo Squadron operativo su A-7D, il 23rd TFW sulla base di England in Louisiana.
Nella primavera del 1991, un A-7E (matricola AG 403) imbarcato sulla CV-67 USS John F. Kennedy richiese un atterraggio d'emergenza alla Naval Air Station di Sigonella, in Sicilia. La US Navy, inizialmente, decise di utilizzarlo per esercitazioni antincendio ma, in seguito, accettò di congedarlo e trasferirlo al Museo dell'Aviazione di Rimini.
Nella Navy, gli F/A-18 Hornet rimpiazzarono, negli anni ottanta, gli ultimi Corsair in servizio negli squadron VA-46 e VA-72, impiegati durante Desert Storm, i quali vennero radiati non appena rientrati negli Stati Uniti nel maggio del 1991.
Due anni più tardi, anche i Corsair II dell'ANG di base a Des Moines (Iowa), Tulsa (Oklahoma), Rickenbacker e Springfield (Ohio) vennero definitivamente ritirati.
Al 1998, tutti gli A-7 presenti negli USA erano posti "in naftalina" all'AMARC (Aerospace Maintenance and Regeneration Center) sulla base USAF di Davis-Monthan in Arizona, o in mostra statica nei musei a tema aeronautico.
Nel 2000, l'AMARC decise di demolire gli esemplari custoditi nel proprio parco macchine.

## Utilizzatori

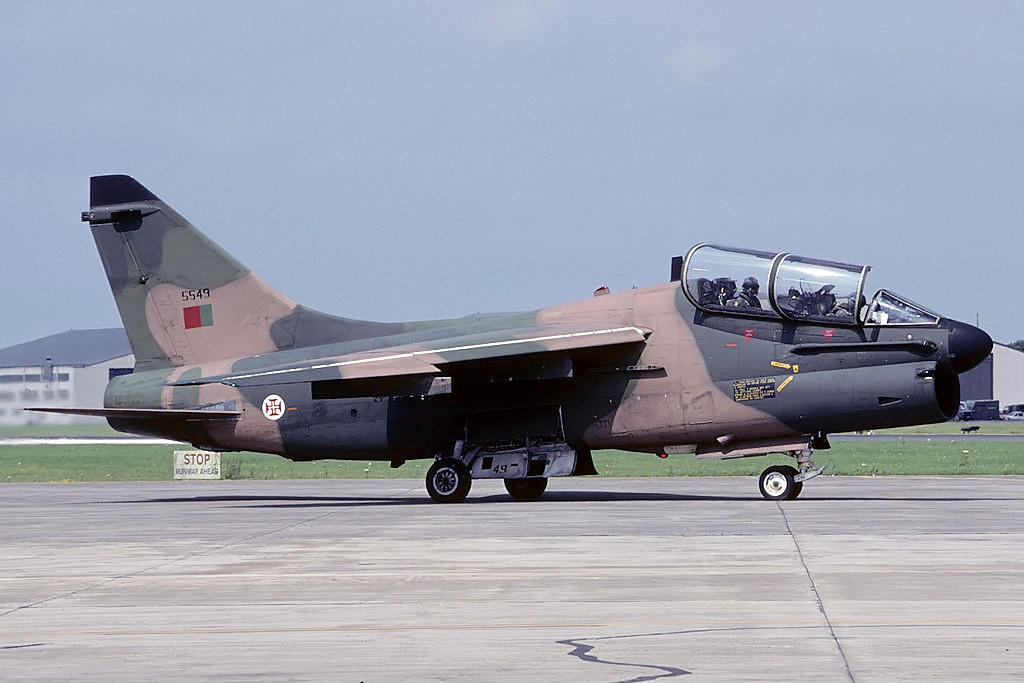
Un TA-7P Corsair II portoghese

Grecia
- Polemikí Aeroporía

60 A-7H ordinati il 17 giugno 1974, consegnati a partire dal 1975 e seguiti nel 1980 da 5 biposto TA-7H. Furono assegnati ai gruppi:
- 347° Mira; a Larissa, Tessaglia
- 340°, 345° Mira; nella Baia di Suda, Creta.[3]
Tra il 1993 e il 2001 furono consegnati 50 A-7E (8 dei quali non volanti per essere utilizzati con fonti di parti di ricambio) e 18 TA-7C biposto ex US Navy.[5][6]

Furono assegnati ai seguenti reparti:
- 335° Mira “Tigreis”
- 336° Mira “Olympos”, nella Baia di Suda.[7]

A seguito di una riorganizzazione dei reparti, i Corsair II furono così suddivisi:
- 115° Pterix; nella Baia di Suda.
- 116° Pterix; ad Araxos, Peloponneso.[7]

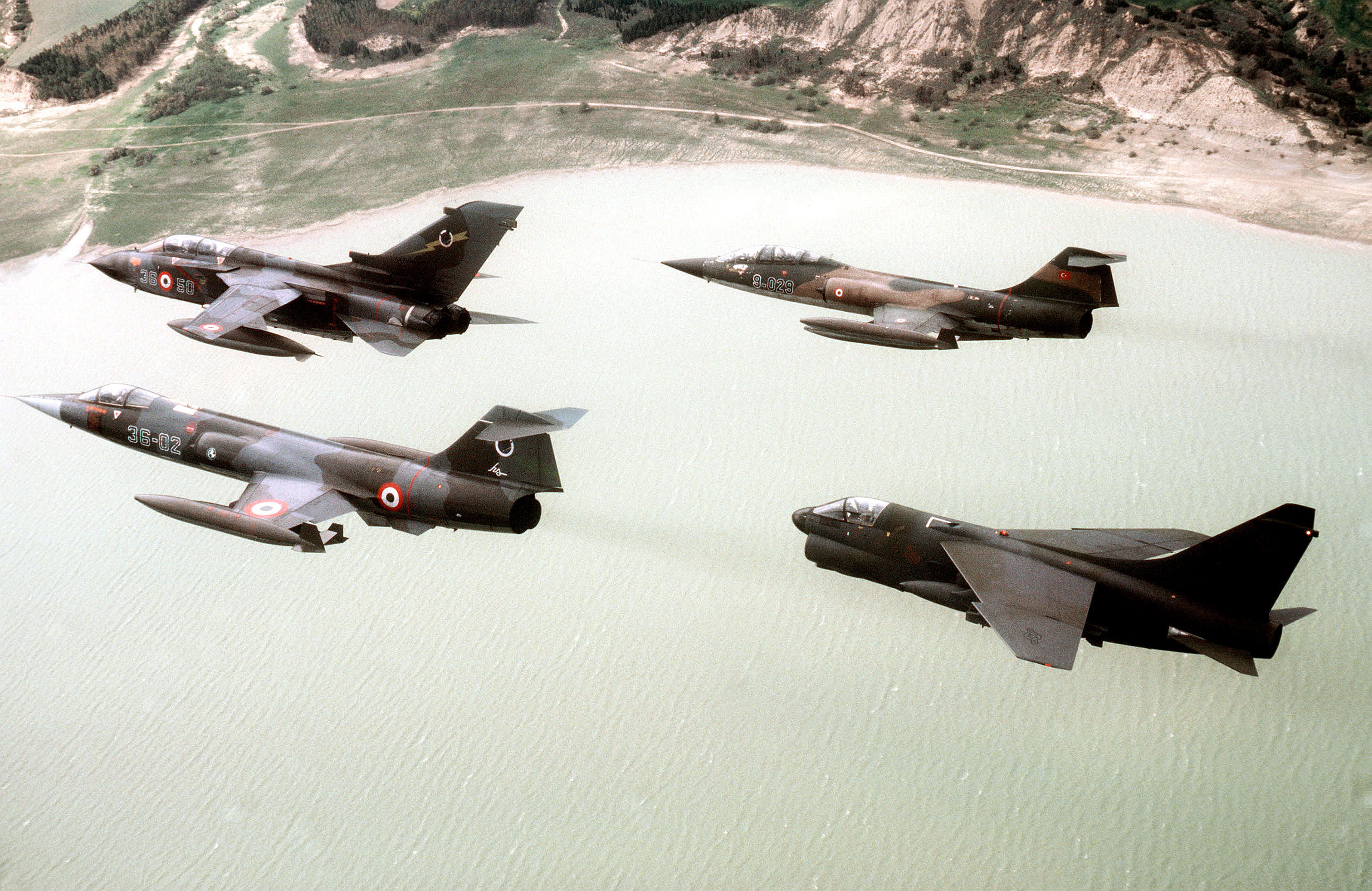
Nutrita formazione di velivoli appartenenti alle Forze NATO, durante l'esercitazione "Dragon Hammer '87"

Gli A-7H e i TA-7H sono stati radiati nel 2007, mentre gli A-7E e i TA-7C sono stati radiati nel 2014.
 Portogallo
- Força Aérea Portuguesa

20 A-7P ordinati il 5 maggio 1980, con consegne avvenute tra il 24 dicembre 1981, con l'arrivo dei primi nove aerei, e furono completate il 29 settembre 1982. Gli A-7P erano A-7A ex US Navy che erano equipaggiati con il motore Pratt & Whitney TF30-P408 e dotati della più moderna avionica dell'A-7D e dell'A-7E. Inizialmente 28 A-7A dovevano essere convertite allo standard A -7P, ma solo le prime 20 cellule furono convertite. Nel maggio 1983, il Portogallo ordinò altri 24 A-7P e 6 A-7A monoposto che furono convertiti in velivoli biposto e ridesignati TA-7P. La consegna di questo secondo lotto avvenne tra l'8 ottobre 1984 e il 30 aprile 1986. Tuttavia, uno dei ventiquattro A-7P ordinati (FAP s/n 15540), fu perso in un incidente negli Stati Uniti prima della sua consegna. Un ulteriore biposto, un TA-7C (BuNo 154404; c/n B-044) fu fornito al Portogallo tra l'aprile 1982 e il giugno 1985. Tutti gli A-7P furono definitivamente ritirati dal servizio il 10 giugno 1999.
Gli A-7/TA-7P furono assegnati ai seguenti reparti:
- Esquadra 302 sulla base aerea "5" di Monte Real;
- Esquadra 304 sulla stessa base.

 Stati Uniti
- USAF
- US Navy

 Thailandia
- Royal Thai Naval Air Division

14 A-7E e 4 TA-7C ex-US Navy per il pattugliamento marittimo e la difesa costiera. Gli aerei vennero consegnati nell'estate del 1995 ed entrarono in servizio nello Squadron 104 “White Shark” del 1st Wing di base a U-Tapao. Ritirati.

## Livree
US Navy
La colorazione degli A-7 era, inizialmente, quella usata per tutti gli aerei imbarcati:
- Grigio chiaro opaco FS36440 su tutte le superfici superiori e laterali
- Bianco lucido FS17875 per tutte le superfici inferiori e le superfici mobili di controllo.

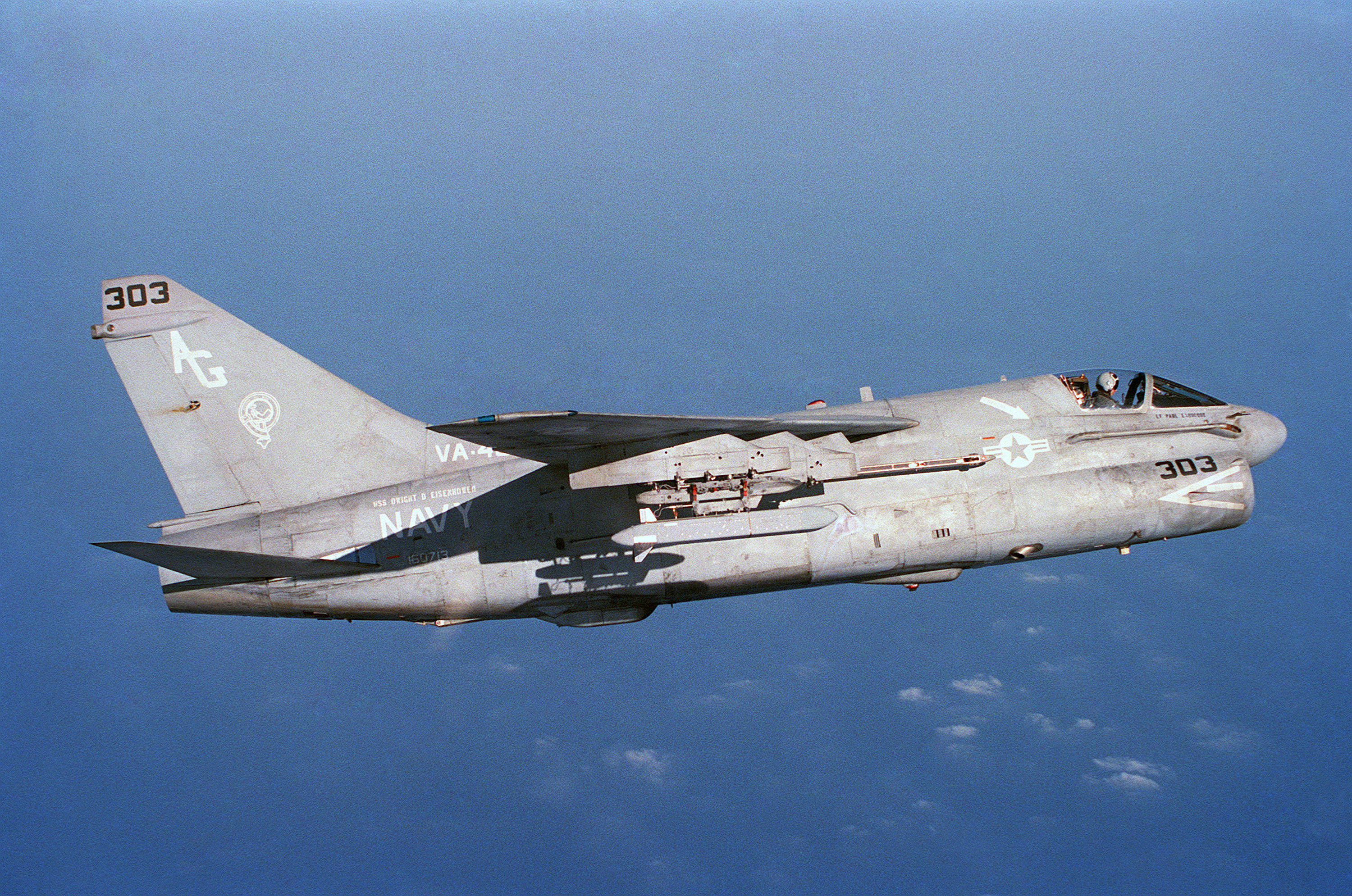
Un A-7E della USN (VA-46). La livrea adottata è quella a due tonalità di grigio.

Durante la guerra del Vietnam la US Navy fece alcuni esperimenti con diverse tonalità mimetiche le quali, però, rendevano il velivolo meno visibile nella fase d'avvicinamento alla portaerei, aumentando il rischio di incidenti in appontaggio.
Nel 1978, gli aerei, vennero ridipindinti, interamente, in grigio chiaro opaco FS36440.
Nei primi anni'80 venne introdotta per tutti gli aerei della US Navy una nuova veste mimetica basata su diverse tonalità di grigio:
- Grigio medio FS36320 sulle superfici superiori e laterali della fusoliera
- Grigio chiaro FS36375 su tutte le altre.

 USAF
La livrea degli A-7 dell'USAF era, inizialmente, quella introdotta in Sud-Est asiatico a partire dal 1965 per la maggior parte dei caccia ed aerei d'attacco al suolo:
- Marrone FS30219, verde FS34079 ed FS34102 per le superfici superiori e laterali (maculato)
- Grigio chiaro FS36622 per le superfici inferiori.

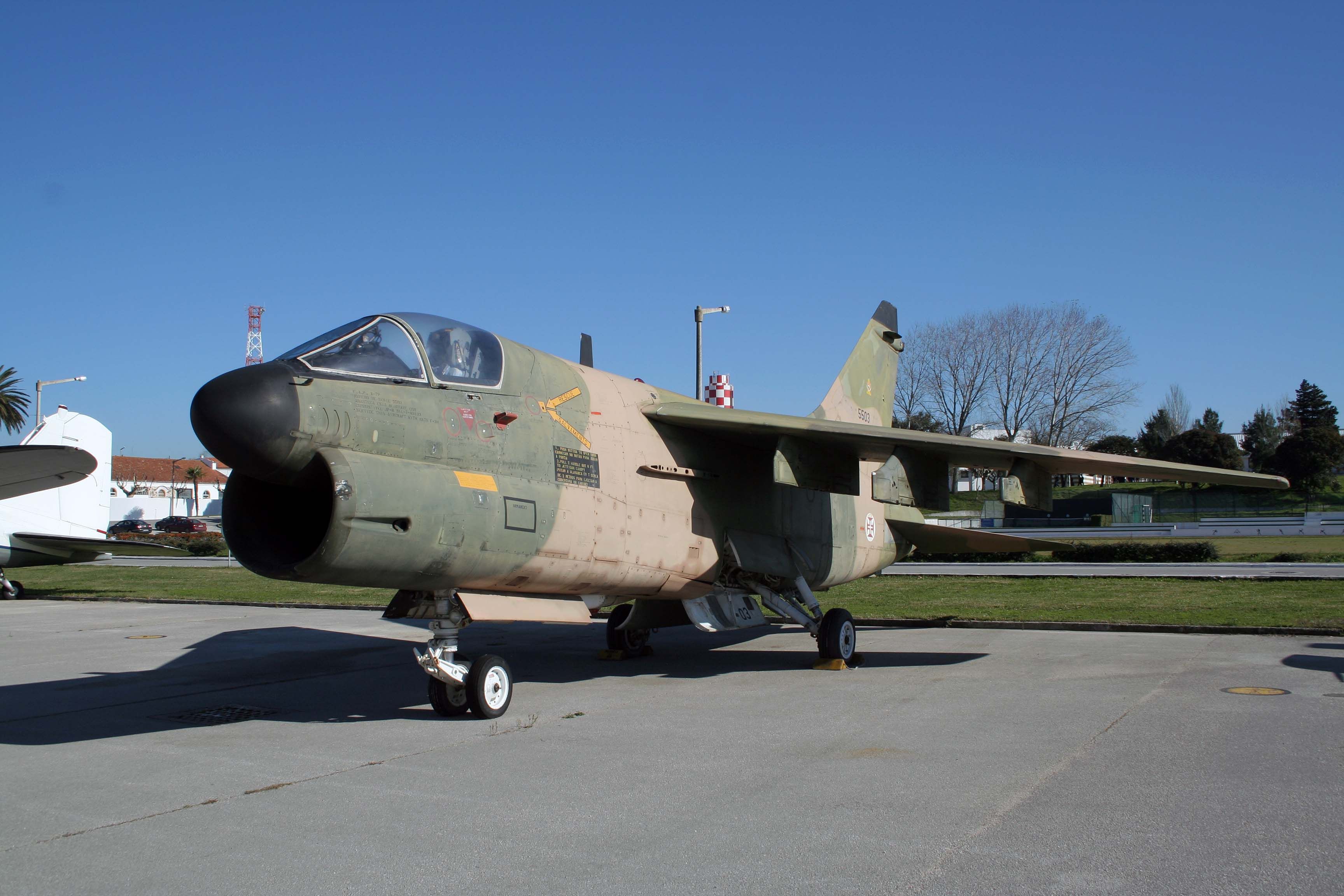
Un A-7P dell'Aeronautica portoghese in colorazione "wrap-around".

A fine anni settanta si passò a livree “wrap-around”, cioè estese a tutto l'aereo.
Alcuni A-7 dell'ANG avevano colorazioni “wrap-around” maculate:
- Desertica: Marrone FS30140 e sabbia FS33690
- Standard: Verde FS34092 e verde FS34102
- Navale: Grigio chiaro FS36375 e grigio bluastro FS35237.

 EBA
La colorazione degli A-7 ellenici è ancora oggi la stessa maculata in uso nell'USAF negli anni'60:
- Marrone FS30219, verde FS34079 e verde FS34102
- Grigio chiaro FS36622

 FAP

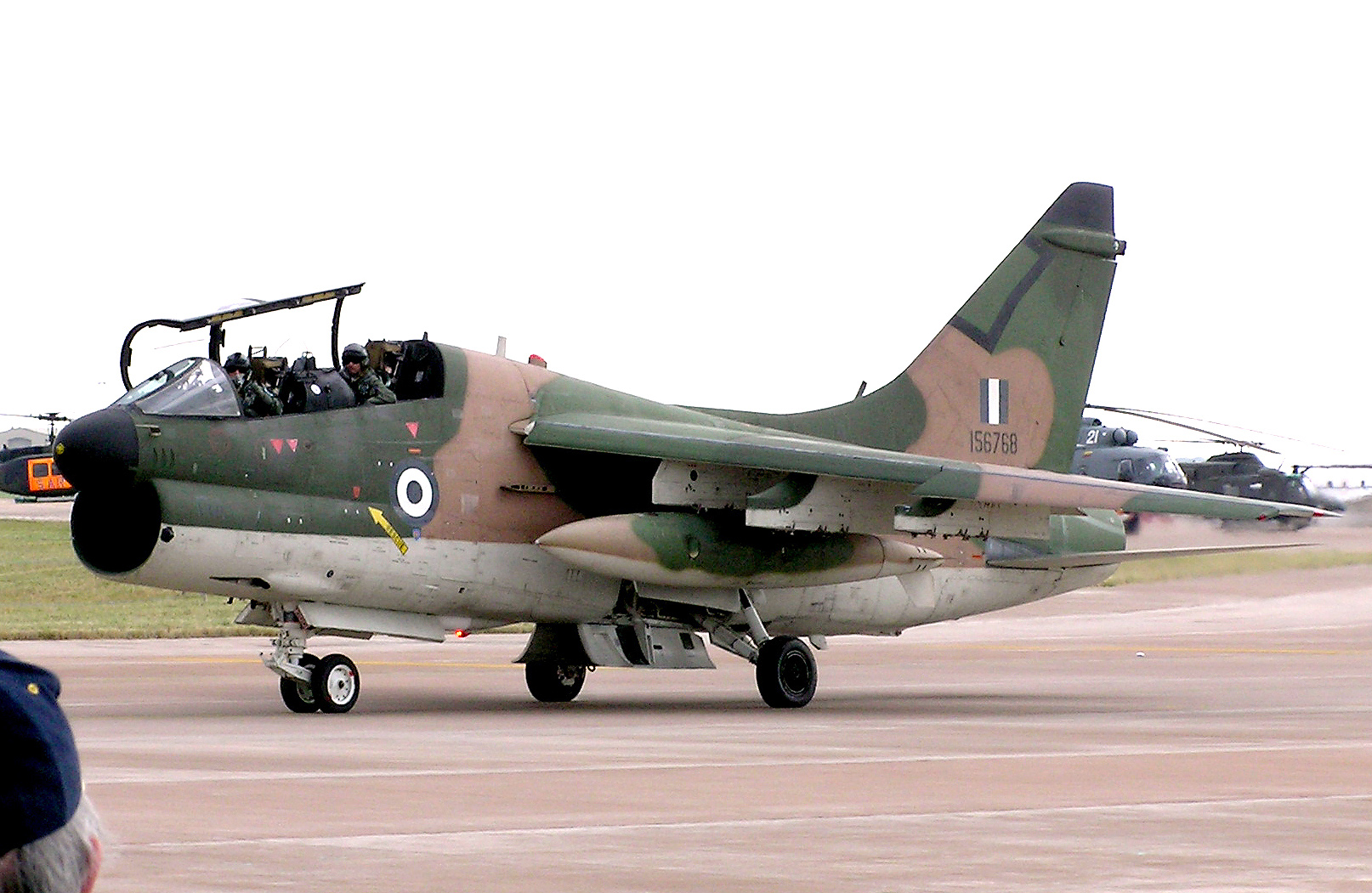
Corsair II A-7D delle forze aeree greche al Royal International Air Tattoo in Fairford, Gloucestershire, Inghilterra, luglio 2005

La livrea dei Corsair II lusitani, era una “wrap-around” in colorazione greca.
 RTAF
Per gli A-7 thailandesi furono mantenute le tonalità di grigio dell'US Navy.

## Esemplari preservati
- National Museum of Naval Aviation di Pensacola, Florida.
- Museo aeronautico di Akron in Ohio.
- Gate Guardian presso la base US Navy di Atlanta, Georgia.
- Museo aeronautico di Tillamook in Oregon.
- Evergreen Aviation Museum di McMinville in Oregon.
- Aeroporto di Hickory in Nord Carolina, appartenente alla collezione della Sabre Society of North Carolina
- National Atomic Museum di Albuquerque, Nuovo Messico.
- Museo dell'Aviazione di Rimini.[4]

## Programma F-117
L'ultimo reparto operativo dell'USAF su Corsair II, fu il 4450th Tactical Group, sulla base di Nellis in Nevada, il cui compito era contribuire allo sviluppo del nuovo bombardiere aereo stealth F-117 Nighthawk.
Circa venti tra A-7D e A-7K provenienti da vari reparti, vennero impiegati dall'Unità P del 4450th TG, rinominata 4451st Tactical Squadron nel gennaio 1983. L'A-7, venne scelto per l'addestramento dei piloti degli F-117 poiché era un monoposto (i piloti selezionati provenivano da biposto come l'F-4 Phantom II o l'F-111 Aardvark) che richiedeva al pilota la quantità e la varietà di compiti previsti per il Nighthawk
I Corsair II del 4451st TS, con una colorazione interamente nera ed il codice di deriva LV (Las Vegas) iniziarono la loro missione nel giugno del 1981, contemporaneamente al primo volo dell'YF-117A.
Questi A-7 si dimostrarono particolarmente utili come depistaggio per giusitficare le attività di sviluppo dei vari reparti, impegnati in fantomatici programmi di aggiornamento del Corsair II.
Sempre a scopo di depistaggio, ad esempio, alcuni A-7 del 4451st TS vennero rischierati sulla base di Kunsan in Corea del Sud per partecipare all'esercitazione Team Spirit 1984; fatta trapelare la falsa informazione che gli A-7 avrebbero collaudato dei nuovi pod ECM atomici che avrebbero reso gli aerei completamente invisibili ai radar, i Corsair II portarono addirittura dei finti pod con gli opportuni avvisi di pericolo radiazioni.
Per rendere il tutto più credibile, durante il loro impiego la pista veniva circondata da guardie armate e tutto il personale non necessario era obbligato ad allontanarsi con l'ordine di non voltarsi a guardare. Tale procedura, seppur inutile in quel frangente, risultava utile a testare le nuove direttive per l'impiego degli F-117 nelle basi su cui venivano rischierati.
Nel gennaio 1989, circa tre mesi dopo che l'USAF aveva ammesso ufficialmente l'esistenza dell'F-117, il 4451st TS venne sciolto ed i suoi velivoli accantonati nella base di Davis-Monthan in Arizona.